# 河島基弘
河島 基弘（かわしま もとひろ、1965年9月 - ）は、日本の社会学者。群馬大学情報学部教授。静岡県浜松市出身。専門は社会学。

## 来歴・人物
- 1965年9月 静岡県浜松市に生まれる
- 1984年3月 静岡県立浜松西高等学校卒業
- 1988年3月 早稲田大学政治経済学部政治学科卒業
- 1988年4月 時事通信社入社（記者職）
- 1997年6月 時事通信社休職
- 1998年9月 時事通信社退職
- 1998年9月 イギリス・エセックス大学社会学部修士課程修了
- 1999年9月 イギリス・ロンドン大学経済政治学院社会人類学部修士課程修了
- 2004年11月 エセックス大学社会学部博士課程修了
- 2005年10月 日本外国語専門学校非常勤講師
- 2006年4月 慶応義塾大学メディア・コミュニケーション研究所研究員
- 2007年4月 神戸国際大学経済学部都市文化経済学科専任講師
- 2008年4月 群馬大学社会情報学部情報行動学科専任講師
- 2008年10月 国立民族学博物館共同研究員
- 2009年4月 群馬県立女子大学非常勤講師
- 2012年4月 群馬大学社会情報学部情報行動学科准教授
- 2020年4月 群馬大学情報学部教授

物心ついた時から動物が好きで、子供時代の夢は動物学者になることであった。しかし、高校の生物の授業があまりにも退屈なため挫折した。また、社会問題への関心が強くなったこともあって、大学では政治学を専攻し、卒業後の職業として記者を選んだ。趣味は読書、旅行、テニス、スキー、スキューバダイビングなどのお決まり物に加え、空手、パラグライダー、乗馬、カヤックなども経験あり。現在はジムでのトレーニングと水泳。

## 専門分野
社会学
- 文化社会学

社会人類学、比較文化論、環境倫理

## 研究テーマ
- 人間と動物の関係についての歴史的・比較文化論的考察
- メディアによる他文化表象の問題
- 高等教育の質の変容に関する研究

## 著書・論文

### 著書
- 『神聖なる海獣: なぜ鯨が西洋で特別扱いされるのか』（ナカニシヤ出版、2011年）ISBN 4779505577
- 『イメージの中の日本』（慶應義塾大学出版会、2008年）ISBN 4766415396
- 大石裕, 山本信人, 山腰修三, 祁景瀅, 烏谷昌幸, 山口信治, 飛鳥田麻生, 阿部るり, 河島基弘, 謝東『メディア・ナショナリズムのゆくえ : 「日中摩擦」を検証する』朝日新聞社〈朝日選書〉、2006年。ISBN 4022599073。 NCID BA78628133。CRID 1130282272024534144。

### 論文
- 河島基弘「欧米で鯨が特別視される理由の批判的考察」『群馬大学社会情報学部研究論集』第17巻、群馬大学社会情報学部、2010年3月、1-17頁、ISSN 1346-8812、CRID 1050001337664042112。
- 河島基弘「反捕鯨と抗議ビジネス ―環境保護団体の鯨保護キャンペーンの一側面―」『群馬大学社会情報学部研究論集』第17巻、群馬大学社会情報学部、2010年3月、19-35頁、ISSN 1346-8812、CRID 1050282812640752768。
- 河島基弘「『ザ・コーヴ』は問題作品か ―あるドキュメンタリー映画の手法と内容の考察―」『群馬大学社会情報学部研究論集』第18巻、群馬大学社会情報学部、2011年3月、35-48頁、ISSN 1346-8812、CRID 1050564287618559616。
- 河島基弘「デンマーク領フェロー諸島の捕鯨文化 : 和歌山県太地町との比較から」『国立民族学博物館調査報告』第149巻、国立民族学博物館、2019年6月、153-172頁、doi:10.15021/00009434、ISSN 1340-6787、CRID 1390009224822098176。

## 所属学会
- 日本マス・コミュニケーション学会
- 日本国際文化学会
- 日本比較文化学会
- ヒトと動物の関係学会